# Vịt đầu đỏ

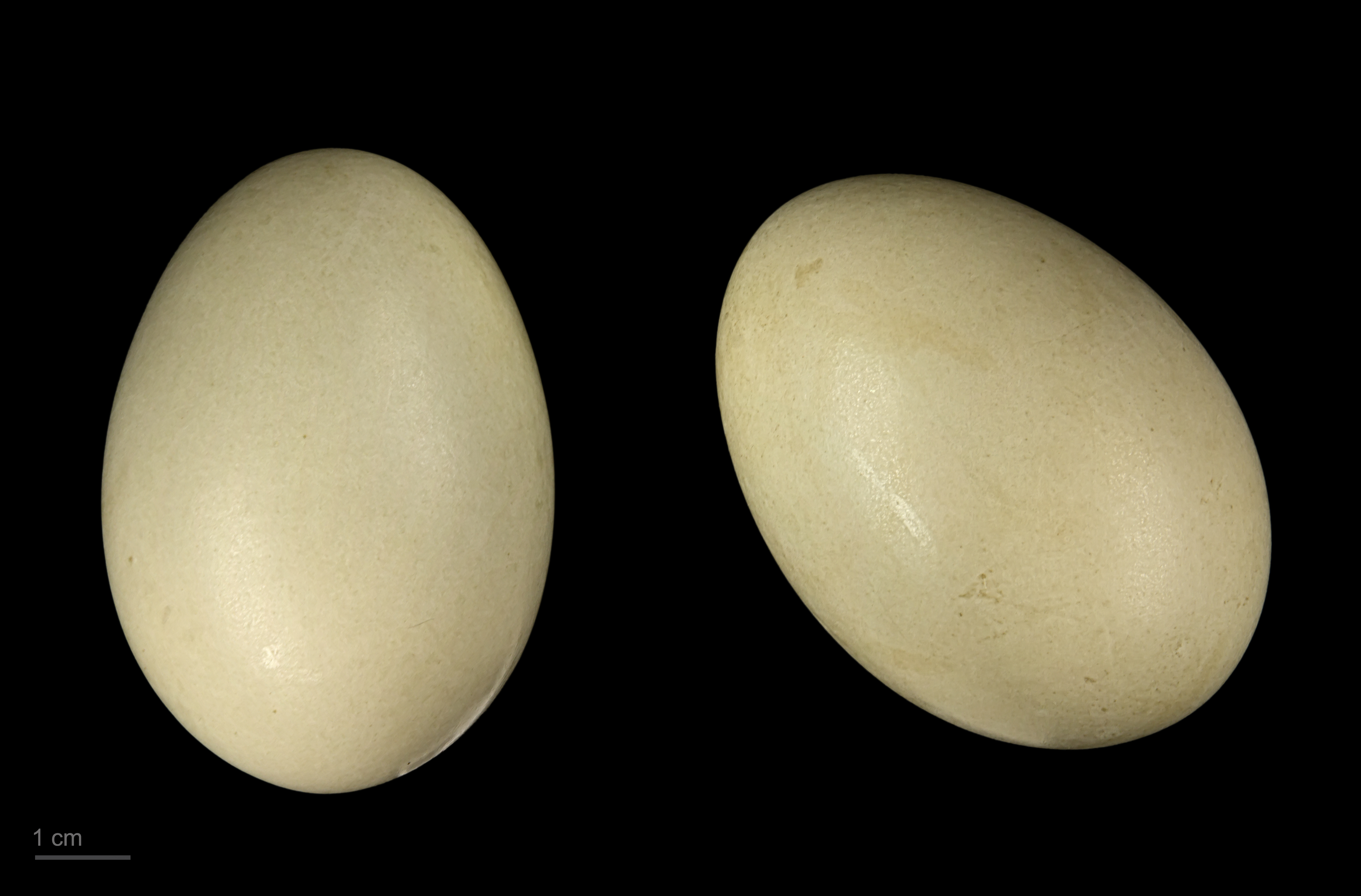
Aythya ferina

Vịt đầu đỏ (danh pháp hai phần: Aythya ferina) là một loài chim trong họ Vịt. Vịt đầu đỏ là loài có phạm vi phân bố rộng rãi nhất trong chi Aythya. Vịt đầu đỏ thường sinh sống theo bầy, tạo thành từng đàn lớn và di cư vào mùa đông. Hiện loài chim này cũng được bảo vệ theo Hiệp định về Bảo tồn các loài chim di cư của các nước châu Phi và Á Âu.

## Miêu tả
Vịt trống trưởng thành có mỏ dài màu sẫm với một dải màu xám, phần đầu và cổ có màu nâu đỏ, ngực màu đen, mắt đỏ và phần lưng màu trắng xám. Vịt mái trưởng thành có phần đầu và cơ thể màu nâu với một dải hẹp màu xám trên mỏ.

## Phạm vi phân bố
Vịt đầu đỏ phân bố tại nhiều khu vực thuộc phía Bắc châu Âu và châu Á. Môi trường sinh sống tự nhiên của chúng là những đầm lầy, hồ nước ngọt hoặc một số khu vực nguồn nước khác, thông thường có độ sâu trên dưới một mét.

## Chế độ ăn uống
Vịt đầu đỏ chủ yếu ăn các loài thực vật thủy sinh và một số loài động vật thân mềm, côn trùng thủy sinh và cá.